# Гаврилов (лунный кратер)
Кратер Гаврилов (лат. Gavrilov) — древний крупный ударный кратер в северном полушарии на обратной стороне Луны. Название присвоено в честь советского инженера-ракетостроителя Александра Ивановича Гаврилова (1884—1955) и советского астронома Игоря Владимировича Гаврилова (1928—1982); утверждено Международным астрономическим союзом в 1970 г. Образование кратера относится к нектарскому периоду.

## Описание кратера
Ближайшими соседями кратера являются кратер Костинский на западе; кратер Олькотт на западе-северо-западе; кратер Меггерс на северо-западе; кратер Вернадский на севере, кратер Зидентопф на северо-востоке, кратер Хофмейстер на востоке, кратер Резерфорд и огромный кратер Менделеев на юго-востоке; кратер Ветчинкин на юге; кратер Мещерский на юго-западе. На западе расположены две цепочки кратеров ориентированных в направлении юг-север. Селенографические координаты центра кратера 17°25′ с. ш. 131°13′ в. д. / 17,41° с. ш. 131,22° в. д., диаметр 61,6 км, глубина 2,72 км.
Кратер имеет близкую к циркулярной форму, умеренно разрушен. Северо-восточная и южная части вала перекрыты небольшими кратерами. Средняя высота вала 1210 м, объем кратера составляет приблизительно 3000 км³. Дно чаши сравнительно ровное, испещрено множеством мелких кратеров, имеется небольшое возвышение в центре.

## Сателлитные кратеры
| Гаврилов | Координаты                                              | Диаметр, км |
| -------- | ------------------------------------------------------- | ----------- |
| A        | 19°53′ с. ш. 132°13′ в. д. / 19,88° с. ш. 132,21° в. д. | 25,9        |
| K        | 14°59′ с. ш. 132°50′ в. д. / 14,99° с. ш. 132,84° в. д. | 38,8        |

- Образование сателлитного кратера Гаврилов K относится к нектарскому периоду[1].